# Talitha Getty
Talitha Dina Getty-Pol (Mojokerto, Java (Nederlands-Indië), 18 oktober 1940 – Rome, 11 juli 1971) was een Nederlands actrice en model.
Pol was de dochter van de kunstenaars Willem Jilt Pol en Adine Mees. Het gezin zat tijdens de Tweede Wereldoorlog in een jappenkamp. Na de oorlog keerde het gezin terug naar Nederland waar in 1948 haar moeder overleed. Hierna ging ze met haar vader naar Londen. Haar vader hertrouwde in 1952 met Poppet John, dochter van schilder Augustus John die afkomstig was uit Wales. In Londen doorliep ze de Royal Academy of Dramatic Art. In 1966 huwde ze met oliemagnaat en filantroop John Paul Getty, Jr., met wie ze een zoon kreeg. Het paar maakte deel uit van de Swinging Londongroep van muzikanten, kunstenaars en modeontwerpers. Bekend werd ze via een foto van Patrick Anson in Marakech en ze speelde rollen in een aantal films. Talitha Getty overleed op dertigjarige leeftijd aan een overdosis heroïne.

## Gedeeltelijke filmografie
- Village of Daughters (1962)
- The Comedy Man (1964)
- The System (1964)
- Return from the Ashes (1965)
- Barbarella (1968)